# Cattedrali a Capo Verde
Questa è una lista delle cattedrali a Capo Verde.

## Cattedrali cattoliche
| Cattedrale                                | Arcidiocesi o Diocesi             | Località | Immagine |
| ----------------------------------------- | --------------------------------- | -------- | -------- |
| Cattedrale di Nostra Signora della Grazia | Diocesi di Santiago di Capo Verde | Praia    |          |
| Cattedrale di Nostra Signora della Luce   | Diocesi di Mindelo                | Mindelo  |          |